# Unité urbaine de Val d'Oingt
L'unité urbaine de Val d'Oingt est une unité urbaine française centrée sur les communes de Chessy et du Val d'Oingt, dans le département du Rhône en région Auvergne-Rhône-Alpes.

## Données générales
Dans le zonage réalisé par l'Insee en 2010, l'unité urbaine était composée de onze communes, puis neuf, à la suite de la création de la commune nouvelle de Val d'Oingt.
Dans le nouveau zonage réalisé en 2020, elle est composée des neuf mêmes communes.
En 2022, avec 11 399 habitants, elle représente la 5e unité urbaine de la circonscription départementale du Rhône.
En 2020, sa densité de population s'élève à 188 hab/km2. Par sa superficie, elle représente 1,87 % de la circonscription départementale du Rhône et, par sa population, elle en regroupe 0,6 %.

## Composition 2020 de l'unité urbaine
Elle est composée des neuf communes suivantes :
| Nom         | Code Insee | Département | Statut       | Superficie (km2) | Population (dernière pop. légale) | Densité (hab./km2) | Modifier                                    |
| ----------- | ---------- | ----------- | ------------ | ---------------- | --------------------------------- | ------------------ | ------------------------------------------- |
| Chessy      | 69056      | Rhône       | ville-centre | 4,55             | 2 058 (2022)                      | 452                | modifier les données · modifier les données |
| Val d'Oingt | 69024      | Rhône       | ville-centre | 18,10            | 4 143 (2022)                      | 229                | modifier les données · modifier les données |
| Alix        | 69004      | Rhône       | banlieue     | 3,61             | 772 (2022)                        | 214                | modifier les données · modifier les données |
| Bagnols     | 69017      | Rhône       | banlieue     | 7,35             | 758 (2022)                        | 103                | modifier les données · modifier les données |
| Le Breuil   | 69026      | Rhône       | banlieue     | 5,63             | 528 (2022)                        | 94                 | modifier les données · modifier les données |
| Frontenas   | 69090      | Rhône       | banlieue     | 3,42             | 905 (2022)                        | 265                | modifier les données · modifier les données |
| Légny       | 69111      | Rhône       | banlieue     | 3,97             | 699 (2022)                        | 176                | modifier les données · modifier les données |
| Moiré       | 69134      | Rhône       | banlieue     | 2,03             | 243 (2022)                        | 120                | modifier les données · modifier les données |
| Theizé      | 69246      | Rhône       | banlieue     | 11,89            | 1 293 (2022)                      | 109                | modifier les données · modifier les données |

## Évolution démographique
| 1968  | 1975  | 1982  | 1990  | 1999  | 2008  | 2013   | 2020   |
| ----- | ----- | ----- | ----- | ----- | ----- | ------ | ------ |
| 5 450 | 6 154 | 7 012 | 7 655 | 8 583 | 9 467 | 10 303 | 11 366 |

#### Données générales
- Unité urbaine
- Aire d'attraction d'une ville
- Aire urbaine (France)
- Liste des unités urbaines de France

#### Données démographiques en rapport avec l'unité urbaine de Val d'Oingt
- Aire d'attraction de Lyon
- Arrondissement de Lyon

#### Données démographiques en rapport avec le Rhône (circonscription départementale)
- Démographie du Rhône (circonscription départementale)